# Flint the Time Detective
Flint the Time Detective, en español "Flint el detective del tiempo" o "Flint, y los viajeros del tiempo", conocido como Space-Time Detective Genshi-kun (時空探偵ゲンシクン Jikū Tantei Genshi-kun) en Japón, serie japonesa animada (anime) de televisión, dirigida por Hiroshi Fukutomi. Space-Time Detective Genshi-kun se empezó a emitir a partir de 1998 hasta 1999 en Japón y emitió 39 episodios.

## Trama
La serie se centra en las aventuras de Flint Hammerhead, un niño de la era prehistórica que resucitó de su prisión fósil y se convirtió en Detective del Tiempo, aunque su competencia como detective es dudosa. Al igual que el inspector Gadget Gran parte del pensamiento pesado lo hacen los amigos de Flint, Sarah y Tony Goodman, que lo acompañan en sus aventuras. Flint, sin embargo, hizo todo lo posible en la batalla cuando lucharía con la ayuda de su padre, Rocky Hammerhead, cuya resurrección parcial lo dejó como una piedra parlante sensible con rostro. Rocky, convertido en un hacha de piedra para Flint, sirvió a Flint como arma resistente y consejero, este último tanto dentro como fuera de la batalla. El trabajo de Flint como Detective del tiempo consistía en retroceder en el tiempo y convencer a los Time-Shifters (llamados Cronomutantes en Hispanoamérica y CorreTiempos en España), criaturas adorables y coleccionables, de que se aliaran con él para proteger la línea de tiempo.
Por lo general, luchaba contra Petra Fina y sus compinches Dino y Mite (que recuerdan mucho a Marjo, Grocky y Walther de Time Bokan), sirvientes del Señor Oscuro. El propio Señor Oscuro trató de usar los poderes de los Time-Shifters para invadir la Tierra del Tiempo, el reino natal de las criaturas desde donde las había dispersado. Similar a Pokémon o Digimon , los Time-Shifters se originan como criaturas pequeñas y lindas que pueden "cambiar de forma" a formas mucho más fuertes durante un tiempo antes de revertir. Esto usualmente tomaba dos formas: una forma maligna (inducida por el Sello de Petra, la marca de Uglinator o la magia del Señor Oscuro) llamada forma Con y una buena presentada por Flint y su equipo llamada forma Maestra.

## Personajes

### Héroes
Genshi (ゲ ン シ) / Flint Hammerhead
El protagonista principal de la historia. Flint es un joven cavernícola fuerte que fue fosilizado por Petra Fina con su padre al descubrir Getalong. Fue liberado por la tecnología del Dr. Bernard Goodman y se convirtió en miembro de la Policía del Tiempo. Su debilidad es cuando su estómago está vacío. Originalmente se lo conocía como "Primitive Boy Genshi" en el manga original.
Tokio Yamato (大 和 ト キ オ, Yamato Tokio ) / Tony Goodman
Un niño del siglo 25 que es el sobrino del Dr. Goodman y el hermano gemelo de Sarah Goodman que también acompaña a Flint en sus misiones.
Profesor Yamato (大 和 博士, Yamato-hakase ) / Dr. Bernard Goodman
Un científico que es el tío de Sarah y Tony Goodman. Él fue quien restauró a Flint y Getalong. Bernard está enamorado de Jillian Gray y es responsable de enviar un cambiador de tiempo para ayudar a Flint. En el manga, fuma. En el anime, solo fuma durante su adolescencia.
Dad-tan (オ ト タ ン, Ototan ) / Rocky Hammerhead
El padre cavernícola de Flint que fue fosilizado junto a su hijo. Cuando su hijo fue desfosilizado, Rocky terminó como un rectángulo de piedra plana. El Dr. Goodman lo convirtió en un hacha de piedra de alta tecnología para que Flint lo usara como arma. De esta forma, Rocky tiene un rayo que puede fosilizar y desfosilizar cualquier cosa excepto aquellos con mentes malvadas y puede crecer para su ataque Hammerhead Rock.
Ptera / Puu (プ テ ラ, Putera ) / Pterry
Un pequeño Pteranodon robótico que acompaña a Flint en sus misiones. Él es responsable de su modo de borrado de rayo de memoria, que borra los eventos de cualquiera que conozca a Flint y sus amigos. En la versión japonesa original, Pterry es una mujer.
Rei Jinguji (神宮 寺 レ イ, Jingūji Rei ) / Jillian Gray
Exclusiva del anime, Jillian Gray es la jefa de la Policía del Tiempo. Ella envía a Flint a sus misiones a tiempo para recuperar a los Time Shifters. El Dr. Bernard Goodman está enamorado de ella e intenta que ella lo ame, lo que no funciona. En el manga, su puesto lo ocupa un anciano.
Kyoichiro Narugami (鳴 神 京 一郎, Narugami Kyōichirō ) / Merlock Holmes
Un miembro de la Policía del Tiempo que desciende de vampiros y está enamorado de Sarah. Está acompañado en sus misiones por Bindi. Su nombre en inglés es un juego obvio con Sherlock Holmes . Como desciende de los vampiros, tiene una fuerza superior a la humana y una gran vitalidad, además de que puede poner a alguien en trance. También puede transformarse debido a su herencia vampiro (llamado "Koumori-Kyoichiro" (蝙蝠 京 一郎, "Bat-Kyoichiro") en el doblaje japonés). A diferencia del resto del elenco, aparece por primera vez en el vol. 2 de los Bros. Comics. En el manga Bom Bom, es reacio a hacerse amigo de Flint y sus amigos debido a su herencia.
Tiempo-G (ト キ G , Tokijī ) / Temporizador antiguo
Un padre del tiempo, un hombre que maneja la Tierra del Tiempo y observa la aventura de Flint mientras monta un cerdo flotante . Usando un recorte de un anciano, informaría a Jillian Gray sobre un avistamiento de Time Shifter.
Z • Z (ジ ー • ジ ー)
Es un personaje exclusivo de Bom Bom Comics y parte de Time Police. Él fue el que en esta versión del manga descubrió Bubblegum. También les cuenta a Flint y sus amigos sobre Merlock.

### Villanos
Señor oscuro (仮 面 の 方, Kamen no Kata , Hombre enmascarado / Yomi G)
Jefa de Petra Fina y una de las principales antagonistas de la serie que reside en Land of Dread. Es un hombre de pelo azul y piel blanca que usa una máscara que lo hizo poderoso, más rápido y le permitió realizar habilidades mágicas. El Señor Oscuro fue puesto a cargo de mantener atrapadas a las almas dentro de la Tierra del Pavor. Finalmente, el Señor Oscuro resintió esta tarea ya que llevaba una vida solitaria debido al hecho de que todo en el Inframundo estaba congelado. Debido a los efectos de la Tierra del Pavor, nunca envejeció y siguió siendo un hombre joven. Él fue el responsable de dispersar a los Time Shifters a lo largo del tiempo después de su ataque a la Tierra del Tiempo. También convirtió cuatro flores en sus Cuatro Grandes. Al final, la verdadera forma del Señor Oscuro se reveló después de que el ataque de Flint fue suficiente para quitarle la máscara.
Hitomi Aino (愛 野 瞳, Aino Hitomi ) , también conocida como Time Pilfer Lady o TP Lady ( TP レ デ ィ) / Petra Fina Dagmar / Ms. Iknow
Uno de los principales antagonistas de la serie. Petra Fina es una enemiga de la Policía del Tiempo buscado por robar y estropear el tiempo y el espacio. Originalmente una buena niña que creció en una familia rica, estaba enferma de cómo su madre quería controlar todo en su vida. Eventualmente se escapó de su casa y comenzó una vida delictiva. Petra Fina se alió con el Señor Oscuro porque tenía un enamoramiento de "colegiala" con él. Aunque finalmente se dio cuenta demasiado tarde de que era un peón. Petra Fina y sus secuaces viajan a través del tiempo en el catamarán, un barco con forma de gato que puede transformarse en un robot gato humanoide gigante. Cuando no está en las misiones que se le han encomendado, toma la forma de la Ms. Iknow (Maestra Losé), una maestra estricta.de la clase de Flint, Sarah y Tony. Al final, tuvo una tregua temporal con los héroes que solo duró hasta que el Señor Oscuro fue derrotado. Después de eso, Flint y los otros héroes persiguen a Petra Fina a través de la línea de tiempo.
Sr. Dino / Dino Fishman (ダ イ ナ, Daina )
Una anguila experimental que fue liberada del laboratorio en el que estaba y hecha humanoide por Petra Fina. Dino sirve como uno de sus lacayos. Cuando no está en misiones, toma la forma de un maestro llamado Mr. Dino.
Ácaro principal / Ácaro (マ イ ト, Maito )
Una rana experimental que fue liberada del laboratorio en el que se encontraba y que Petra Fina hizo humanoide. Mite sirve como uno de sus lacayos. Cuando no está en misiones, toma la forma de Principal Mite.

#### Grandes cuatro
Los Cuatro Grandes son los propios Time-Shifters del Señor Oscuro, creados a partir de flores. Al igual que los Time Shifters regulares, los cuatro pueden transformarse, en el doblaje japonés esta forma se llama "Super" a pesar de ser una forma de mala transformación, mientras que el doblaje en inglés lo cambia a "kon" para que coincida con las malas transformaciones de otros Shifters. Al final, los cuatro decidieron volver a ser ellos mismos originales por sí mismos.
Super Ninja (ニ オ ー ジ ャ, Niōja )
Un guerrero de temática oriental que lucha con un bastón. Luchó contra Flint en diferentes ocasiones. La forma predeterminada de Super Ninja es un pin que Dark Lord envió a Petra Fina. Finalmente fue retirado por su maestro luego de su derrota en su pelea con Mosbee-Master, Coconaut-Master y Dipper-Master. Super Ninja sigue el modelo del Nio. En la versión japonesa original, termina sus frases con "-Nyo". Super Ninja también se destaca por su hábito de hablar en primera persona, cuando la forma normal de dirigirse a uno mismo en japonés es en tercera persona. El doblaje en inglés comete un error con su nomenclatura y termina siendo el único miembro que conserva el uso de "Super" en el nombre de sus transformaciones. Además, también solo se le llama "Super Ninja", aunque solo "Ninja" debería ser el nombre predeterminado. También habla en primera persona en el doblaje japonés, en lugar de en tercera persona, cuando se refiere a sí mismo; esto es atípico de un hablante de japonés.
Uglinator (デ ス ダ ス, Desudasu )
Un diablillo tipo calavera (con un cuerpo blanco como la tiza, cuernos azul oscuro, ojos rojos y colmillos y uñas amarillos) que apareció por primera vez en la forma del Petra-Stamp de Petra Fina, que le permitió convertir a cualquier Time Shifter en su esclava. Su presencia pronto se reveló cuando se despertó para reemplazar a Super Ninja y hacerse cargo del grupo de Petra Fina. Puede dar cabezazos a los Time Shifters para que Petra Fina los controle y puede poseer a las personas (una vez poseyó a Merlock, lo que lo convirtió en una versión monstruosa de sí mismo). Uglinator-Con (ス ー パ ー デ ス ダ ス, Sūpā Desudasu ) se asemeja a una versión más grande de sí mismo y puede disparar rayos en el suelo que invoca esqueletos.que obedecen todos sus mandatos. En la versión japonesa original, termina sus frases con "-dasu".
Nascal (ナ ス カ ル, Nasukaru )
Una criatura parecida a un pájaro capaz de teletransportarse, la única mujer entre los Cuatro Grandes. En el doblaje en inglés, Nascal se cambió a masculino. Flint tuvo que luchar contra ella para poder entrar en el castillo del Señor Oscuro. Nascal-Con se asemeja a un monstruo cóndor humanoide de tres cabezas . En la versión japonesa original, termina sus frases con "-ka-ka-ka".
Ominito (ゲ ラ, Gera )
Una criatura de tipo hongo que usa ataques basados en videojuegos para evitar que Flint, Dino y Mite alcancen a Petra Fina. En la batalla, ataca con hongos donde uno de ellos tenía hongos que se convirtieron en versiones malvadas de los amigos de Flint como Bunny Sarah, Tony alado, la forma Petra-Stamped de Rocky Hammerhead y la forma de monstruo de Merlock Holmes. Ominito-Con se parece a un hongo al revés. En la versión japonesa original, termina sus frases con "-Gera".

### Time Shifters
Los Time Shifters (時空 モ ン ス タ ー, Jikū Monsutā , Space-Time Monster, generalmente abreviado como Jikūmon (時空 モ ン) ) (Conocidos como Cromomutantes en Hispanoamérica y como CorreTiempos en España) son criaturas que ayudan al Old Timer a gobernar la Tierra del Tiempo hasta que el Señor Oscuro vino y dispersó a la mayoría de ellos a través del tiempo y el espacio. . Cada uno tiene sus propios poderes especiales y puede transformarse en formas Con (バ ッ ド 変 化, baddo henka , mala transformación) o formas Maestras (ス ー パ ー 変 身, sūpā henshin , super transformación). La mayoría de las formas Maestras de los Time Shifters tienen una apariencia humanoide (las excepciones notables son Lynx y Unita), mientras que sus formas Con tienen una apariencia demoníaca.
Getalong (ラ ブ ラ ブ, Raburabu , "Amado")
Un Time Shifter con forma de huevo con forma de pingüino que tiene un rayo de amor que hace que la gente "se lleve bien". Encontrada en La Edad de Piedra, donde conoció a Flint Hammerhead. Getalong es el único que no tiene formas Con ni Master mostradas dentro del anime. Aunque intentó transformarse en un episodio. Al final de la serie, ella fue la única Cambiante que se quedó con Flint y los demás en lugar de regresar a la Tierra del Tiempo. Fue presentada por primera vez en el vol. 2 del manga original de Bros. Comics como "Zabieha" (ザ ビ エ ハ) y rápidamente se convirtió en el favorito de Flint y sus amigos después. En este manga, Zabieha se transformó en una versión malvada de sí misma.
Jitterbug (ハ ニ ハ ニ, Hanihani , "Honey-Honey")
Un Time Shifter tipo Dogū que puede hacer bailar a la gente. Jitterbug-Con (ハ ニ ワ ル, Haniwaru ) parece una criatura con forma de jarrón de cerámica que puede comer loza de barro, puede realizar el ataque Petra-Stomp y dispararles por la boca. Como Jitterbug-Master (ス ー パ ー ハ ニ ハ ニ, Sūpā Hanihani ) , parece más humanoide con brazos y pecho grandes y puede realizar el ataque Power Whirl. Encontrado en Japón del siglo II d. C. durante el reinado de la reina Himiko .
Eldora (エ ル ド ラ, Erudora )
Un Time Shifter tipo serpiente alada que puede convertir cualquier cosa en oro. Eldora-Con (ワ ル ド ラ, Warudora ) es una criatura parecida a un dragón que sobresale de un joyero que dispara rayos. Eldora-Master (ス ー パ ー エ ル ド ラ, Sūpā Erudora ) es una versión humanoide de sí misma con un tocado de plumas, y que puede disparar rayos cegadores de color dorado. Se encuentra en América Latina en el siglo XVI cuando los conquistadores invadieron y donde Petra Fina llegó a ella por primera vez lo suficiente como para poner a los conquistadores de su lado. El único personaje que se presentó en esta época es Lucas, que es el hijo de uno de los conquistadores.
Talen (テ イ ル ン, Teirun )
Un Time Shifter tímido parecido a un zorro (sosteniendo un abanico de Fatsia ) que puede entrar en cualquier libro de cuentos. Talen-Con (ワ ル ル ン, Warurun ) toma la forma de una bola de piel rosa con una máscara oni parecida a un zorro, tiene cinco colas sobre las que se apoya y puede usarlas para disparar picos. Talen-Master (ス ー パ ー テ イ ル ン, Sūpā Teirun ) es un zorro humanoide con temática de yamabushi cuyo ataque principal consiste en lanzar collares explosivos. Fue encontrada en Edo -era Japón en 794 DC con Murasaki Shikibu .
Mosbee (モ ス ビ ー, Mosubī )
Un Time Shifter con forma de cabeza de elefante que puede congelar cualquier cosa (en cualquier forma en la que se encuentre). Mosbee-Con (ワ ル ビ ー, Warubī ) es un mamut lanudo real con la cabeza al revés y tiene un garrote adjunto a su tronco que dispara un ataque Petra-Freeze. Mosbee-Master (ス ー パ ー モ ス ビ ー, Sūpā Mosubī ) es un mamut humanoide, todavía con la cabeza al revés, que puede congelar cualquier cosa de sus oídos. Mosbee también es hermano de Dipper. Fue encontrado en 1812 Rusia cuando Napoleón Bonaparte invadió el país .
Coconauto (コ コ ロ ン, Kokoron )
Coconaut se introdujo por primera vez en el volumen 2 del manga original y apareció en todas las versiones de la serie a partir de entonces. Un Time-Shifter cuyo único método de comunicación es decirle a la gente si algo está bien o mal. Puede sentir los patrones climáticos. Coconaut-Con (ワ ル コ コ ロ ン, Waru Kokoron ) que toma la forma de un pez amarillo en forma de huevo con una cara de calavera que puede invocar una tormenta mortal y disparar agua por su boca. Coconaut-Master (ス ー パ ー コ コ ロ ン, Sūpā Kokoron ) parece más "avanzado" con una pistola de agua parecida a un pez en el brazo izquierdo para realizar el ataque Tidal Wave. Encontrado por Cristóbal Colón en 1492 d. C., en algún lugar delOcéano Atlántico .
Chicle (タ ネ ガ ン, Tanegan )
Un Time Shifter que puede disparar burbujas. Bubblegum-Con (ワ ル ガ ン, Warugan ) es un cangrejo ermitaño que puede atrapar a la gente dentro de su caparazón y dispara un ataque tipo ametralladora. Bubblegum-Master (ス ー パ ー タ ネ ガ ン, Sūpā Tanegan ) es un robot humanoide con ametralladoras en ambos brazos que utiliza para disparar burbujas punzantes. Su nombre japonés es un juego de dangan (弾 丸, bala) . Encontrado en el Japón de la era Edo en 1582 con Nobunaga Oda .
Lince (ス フ ィ ン, Sufin )Expresado por: Michael Sorich
Un Time Shifter tipo Sphinx que es bueno con los acertijos. La cabeza de serpiente en la corona de Lynx también puede hablar. Lynx-Con (ワ ル フ ィ ン, Warufin ) se parece a un sarcófago que se puede dividir por la mitad. Lynx-Master (ス ー パ ー ス フ ィ ン, Sūpā Sufin ) se representa como un wemic con una corona egipcia que solo se muestra como una imagen en la computadora del Dr. Goodman. Fue encontrado en el Antiguo Egipto en el 323 a. C., donde Petra Fina lo capturó primero y usó su poder para convertirla en una reina.
Artie (ホ ル ル ン, Horurun )
Un Time Shifter parecido a un pájaro que puede dar vida a los dibujos. Artie-Con (ワ ル ホ ル ル ン, Waru Horurun ) es una criatura parecida a un buitre que tiene un pico largo y afilado que puede perforar con Petra casi cualquier cosa. Artie-Master (ス ー パ ー ホ ル ル ン, Sūpā Horurun ) es un pájaro humanoide delgado y colorido que realmente puede volar y tiene superfuerza. Encontrado por un joven Auguste Rodin .
Batterball (ネ ッ ケ ツ, Nekketsu , "de sangre caliente" (熱血))
Un Time Shifter con temática de béisbol que parece un guante de receptor. Puede convertir cualquier cosa en una pelota de béisbol y puede lanzar bolas rápidas a sus oponentes, sin importar su forma. Batterball-Con (レ イ ケ ツ, Reiketsu , "sangre fría" (冷血)) parece un árbitro de cuatro brazos con un brazo izquierdo por cabeza y cuello que puede lanzar pelotas de béisbol a velocidades muy rápidas. Batterball-Master (ス ー パ ー ネ ッ ケ ツ, Sūpā Nekketsu ) se parece a un jugador de béisbol que está equipado con un bate que puede pegar jonrones en llamas. Encontrado por un joven Babe Ruth en su ciudad natal de Baltimore en el año 1906 y lo ayudó en su entrenamiento de béisbol.
Bindi (ア ン モ ン, Anmon )
Un Time Shifter parecido a una amonita que da o quita fuerza vital. Ella se convirtió en la compañera de Merlock. Bindi siente algo por él, que a menudo toma la forma de estar celoso cuando parece estar prestando más atención a alguien o algo más además de ella. Si bien parece obsesionada con sí misma, en realidad proviene de un miedo profundamente oculto a estar sola. Bindi-Con (ア ン コ ー ク, Ankōku , "oscuridad" (暗 黒)) es un monstruo parecido a un cangrejo ermitaño que puede drenar la fuerza vital de sus enemigos y usar esta ventaja para volverse más fuerte y tener la habilidad de dar vida a cosas como soldados de terracota en el momento en que fue capturada por Petra Fina. Maestro de Bindi (ス ー パ ー ア ン モ ン, Sūpā Anmon) es un hada parecida a un ángel . Encontrado en Transilvania por Vlad III Drácula . Al final de la serie, Bindi elige seguir siendo la compañera de Merlock en lugar de regresar a la Tierra del Tiempo. En el doblaje japonés, se refiere a sí misma en primera persona como "Am-Chan", un juego de palabras en inglés "am".
Elfo (オ モ チ ャ ン, Omochan )
Un Time Shifter con temática de Papá Noel que puede convertir cualquier cosa en un juguete. Elfin-Con (ワ ル チ ャ ン, Waruchan ) adoptó la forma de un reno centauroide con una cabeza en forma de calavera donde puede convocar grandes juguetes de guerra como caballos de carrusel poseídos y ruedas de la fortuna fugitivas. Elfin-Master (ス ー パ ー オ モ チ ャ ン, Sūpā Omochan ) es una versión "superpoderosa" de sí mismo que solo se muestra en la computadora del Dr. Goodman. Encontrado en 1651 en París, Francia, durante la temporada navideña .
Cardianos (レ ッ ド マ ン, Reddoman , "Redman")
Un grupo de tarjetas jugando con temas de Time Shifters compone de blademan el Espadachín (pala, rojo), Thud el Todopoderoso (trébol, verde), el Arrowman Archer (diamante, azul), y pargo de la cámara Whiz (corazón, rosa ). Están inspirados en Los tres mosqueteros y JAKQ Dengekitai . Los cuatro pueden fusionarse mientras se transforman en sus formas poderosas. Cardian-Con (アクマン, Akuman ) es un ciempiés monstruo que parece similar a un bufón -como Grim Reaper con las cuatro caras en sus diferentes segmentos. Aunque esta forma es vulnerable a ser separada al ser atacada en sus diferentes segmentos. Cardian-Master (ス ー パ ー レ ッ ド マ ン, Sūpā Reddoman ) por otro lado es un caballero equipado con una espada y un escudo. Encontrado en 2000 durante la adolescencia del Dr. Goodman en Tokio.
Plumella (モ ナ リ ス, Monarisu )
Plumella se introdujo originalmente en el volumen 1 del manga de cómics de Bros., pero su apariencia cambió en versiones posteriores. Es una Time Shifter parecida a una ardilla que puede atrapar a cualquiera en sus autorretratos. Plumella-Con (ワ ル リ ス, Warurisu ) tiene manos grandes para las orejas donde no solo puede usar el Petra-Bash, sino que también puede atrapar a sus oponentes en pintura pegajosa. Su nombre japonés es un juego de la pintura de Mona Lisa y risu (栗鼠, ardilla) . Fue encontrada en la época de Leonardo da Vinci (justo antes de que él comenzara a pintar la Mona Lisa) y fue capturada por Petra Fina primero para pintar un retrato de ella.
Ala (ウ ィ ン グ, Wingu )
Un monoplano de hélice / Time Shifter parecido a un pájaro que puede poner alas a cualquiera. Wing-Con (ワ ル イ ン グ, Waruingu ) es una fortaleza voladora parecida a un buitre que ataca con hélices voladoras y dardos. Como Wing-Master (ジ ェ ッ ト ン, Jetton ) , se vuelve similar a un avión a reacción que vuela a grandes velocidades y puede ser montado por cualquiera. Fue encontrado al cuidado de los jóvenes hermanos Wright .
Moah (モ ア イ ワ, Moaiwa )
Un Time Shifter tipo Moai que es el más grande de los Time Shifters. Moah-Con (ワ ル イ ワ, Waruiwa ) es una estatua Moai flotante gigante con manos que disparan magma e incluso pueden causar erupciones volcánicas. Como Petra Fina no pudo hacer que el Petra-Stamp en Moah asumiera esta forma, hizo que Dino y Mite dispararan el Petra-Stamp Missile desde el catamarán para hacer el trabajo. Moah-Master (ス ー パ ー モ ア イ ワ, Sūpā Moaiwa ) es un guerrero de roca humanoide gigante que puede invocar la piedra gigante "Moai" saltando al suelo para evitar un maremoto usando un malecón de estatuas Moai. Fue encontrado en el Pacífico en lo que hoy es Isla de Pascua .
Elekin (エ レ キ ン, Elekin )
Un Elekiter de tipo Time Shifter con poder sobre la electricidad. Elekin-Con (ワ ル キ ン, Warukin ) puede atacar con descargas eléctricas. Elekin-Master (ス ー パ ー エ レ キ ン, Sūpā Erekin ) es más grande que su yo normal (salvo por la adición de dos brazos y dos piernas como un humano real) que se parece y está modelado en robots gigantes como Voltes V y Daimos . Fue encontrado en el Japón de la era Edo con Hiraga Gennai .
Músculos (マ ス ル ン, Masurun )
Un Time Shifter que puede fortalecer a cualquiera con solo tocarlo. Se parece a una mancuerna en su forma normal. Muscles-Con (ワ ル ス ル, Warusuru ) es negro y puntiagudo y puede atacar a las personas (especialmente a Flint) con bolas metálicas pesadas y atarlas con cuerdas. El Maestro de Músculos parecido a un gladiador (ス ー パ ー マ ス ル ン, Sūpā Masurun ) tiene una fuerza enorme. Fue encontrado en la Antigua Grecia en el año 4 aC con un corredor llamado Damon.
Unita (ユ ニ ー タ, Yunīta )
Un Time Shifter telepático que parece un unicornio alado . Como ayuda de Old Timer, viaja a través del tiempo y el espacio sin ninguna asistencia mecánica. Se le muestra principalmente en forma de Unita-Master (ス ー パ ー ユ ニ ー タ, Sūpā Yunīta ), que es un unicornio volador blanco. Unita-Con (ワ ル フ ァ ー, Warufā ) es un unicornio volador negro con una melena ardiente y alas que pueden respirar fuego. Fue encontrado en el Gran Cañón en un período desconocido.
Raldo (ラ ル ド, Rarudo )
Un Time Shifter parecido a una tortuga que puede atrapar a cualquiera en su caparazón. Raldo-Con (ワ ル ラ ル ド, Waru Rarudo ) puede disparar púas de cristal desde su caparazón y puede convertirse en una gran bola rodante de púas de cristal. Raldo también puede transformarse en Raldo-Master (ス ー パ ー ラ ル ド, Sūpā Rarudo ) que se asemeja a un caballero tortuga humanoide que puede congelar a cualquier enemigo con su Raldo-Freeze. Fue encontrado en la época de la infancia de Petra Fina y era su mejor amigo.
Frondoso (リ ー フ ィ ー, Rīfī )
Un Time Shifter que tiene poder sobre las plantas. Leafy-Con (ワ ル リ ュ ー, Waruryū ) es un dragón de temática rosa con cabezas de dragón en lugar de manos que pueden respirar fuego y su cabeza es dura como diamantes como se ve cuando no se inmutó por los ataques de Rocky. Ella también puede convertirse en Leafy-Master (ス ー パ ー リ ー フ ィ ー, Sūpā Rīfī ) que parece una flor humanoide rosa y ataca con polen. Encontrado en la época del joven Rey Arturo . En la versión japonesa, Leafy era una mujer. En el doblaje en inglés, Leafy es un hombre.
Monje (ボ ウ ザ ン, Bouzan )
Un Time Shifter que recolecta armas (especialmente la naginata y la espada ) y es un samurái experto. Como el Monk-Con metálico de múltiples brazos (ワ ル ザ ン, Waruzan ) , puede disparar picos desde su cuerpo y depende demasiado de las armas, que es una de sus debilidades. Se parece a una versión moderna de samurái en su forma de Monje-Maestro (ス ー パ ー ブ ー ザ ン, Sūpā Bouzan ) como se ve en su obra de arte no utilizada. Ayudó a Saito Musashibo Benkei .
Nightcap (グースー, Gusu )
Un Time Shifter tipo tapir que ayuda a las personas a dormir. Nightcap-Con (ワ ル グ ー ス ー, Waru Gūsū ) usa una habilidad que puede confundir a sus oponentes lo suficiente como para hacer que Flint y Talen-Master luchen entre sí. Su forma Monk-Con es oscura y tiene una campana por hocico. Su forma de Nightcap-Master (ス ー パ ー 姑蘇, Sūpā Gūsū ) es más humanoide y usa una capa como se ve en su obra de arte sin usar. Fue encontrado por el famoso autor Hans Christian Andersen, quien usó Nightcap para dormir y sus personajes en sus sueños ayudaron a Flint y Talen-Master a liberarse del hechizo de Nightcap-Con.
Musey (ミ ュ ー ジ ー, Myūjī )
Un Time Shifter que se asemeja a un símbolo de corchea con la boca de una corneta que puede reconocer música hermosa y puede usarla para dominar las emociones de cualquier persona. Musey-Con (ワ ル ミ ュ ー ジ ー, Waru Myūjī ) es una criatura parecida a una rana equipada con un órgano de tubos , que utiliza ataques ultrasónicos. Musey-Master (ス ー パ ー ミ ュ ー ジ ー, Sūpā Myūjī ) se parece a un director que puede envolver a sus enemigos en partituras. Encontrado en la época de Wolfgang Amadeus Mozart y un joven Ludwig van Beethoven .
Cambiar (コ ゼ ニ ー, Kozenī )
Un Time Shifter que parece un bolso para caminar. Puede hipnotizar a la gente utilizando la persuasión de la riqueza y puede ganar dinero de verdad comiendo takoyaki . Change-Con (ワ ル ゼ ニ ー, Waruzenī ) es un monstruo Dimetrodon / monedero que es más grande y tiene picos por todo el cuerpo donde puede disparar lingotes de oro como ataque. Su forma de Change-Master (ス ー パ ー コ ゼ ニ ー, Sūpā Kozenī ) parece un sultán cubierto de oro como se ve en su obra de arte sin usar. Encontrado en el Japón de la era Edo con Kinokuniya Bunzaemon .
Bugsy (ム ッ シ ュ ー, Musshū )
Un Time Shifter tipo oruga que puede convertir a cualquiera en un insecto mirándolo a través de su lupa. Bugsy-Con (ワ ル ム ッ シ ュ ー, Waru Musshū ) es una criatura parecida a una polilla / mantis que ataca con brazos en forma de hoz y un rayo morphing que dispara desde su boca. Su forma de Bugsy-Master (ス ー パ ー ム シ ュ ウ, Sūpā Musshū ) se asemeja a un insectoide como se ve en su obra de arte sin usar. Encontrado en el período de un joven Jean Henri Fabre .
Dipper (ジ ャ バ, Jaba )
Un Time Shifter tipo elefante y hermano de Mosbee. Puede localizar agua. Como Dipper-Con (ワ ル ム ジ ャ バ, Waru Jaba ) , puede disparar fuego desde su baúl. Como Dipper-Master (ス ー パ ー ジ ャ バ, Sūpā Jaba ) , dispara fuego de sus manos. Ambas formas evolucionadas de Dipper tienen cierto parecido con las de su hermano. Encontrado por Marco Polo .
Nudillo (ナ ッ ク ル, Nakkuru )
Un Time Shifter parecido a un dragón chino que es un experto en artes marciales y es un gran maestro donde él y cualquier persona que entrene pueden realizar un poderoso ataque de puñetazos. Uno de los Time Shifters más poderosos incluso cuando se convierte en Knuckle-Con (ワ ル ナ ッ ク ル, Waru Nakkuru ) , donde se parece a un dragón chino de ojos rojos y azules y tiene la fuerza suficiente para derrotar a Musey-Master. Su forma de Knuckle-Master (ス ー パ ー ナ ク ル, Sūpā Nakkuru ) es un dragonoide chino con cuatro brazos y un nunchaku como se ve en su obra de arte sin usar. Encontrado en Hong Kong en 1972 por un hombre llamado Lee. Knuckle podría ser una referencia a la película Enter the Dragon, mientras que su dueño podría ser una referencia al actor Bruce Lee .
Doron (ド ロ ン)
Un Time Shifter que parece un fantasma con cabeza de calabaza . Puede asustar a la gente escupiendo fantasmas luminosos. Doron-Con (バ ッ ド ロ ン, Baddoron ) es una calabaza gigantesca con ramas de hiedra para brazos y piernas y ataca con hachas arrojadizas. Su forma de Doron-Master (ス ー パ ー ド ロ ン, Sūpā Doron ) se viste como una bruja, tiene alas de murciélago y sostiene un bastón con fuego azul en la parte superior que le da la apariencia de una escoba como se ve en obras de arte sin usar. Encontrado en la época de Thomas Edison .
Sombra (カ ゲ ニ ン, Kagenin )
Un Time Shifter parecido a un zorro que puede hacer clones de sombras de cualquiera. Cuando está bajo el control de Petra, Shadow-Con (ワ ル カ ゲ, Warukage ) tiene una cara negra y fuego ardiente en la cabeza, ataca con shurikens y crea dobles sombras malignas. Su forma de Shadow-Master (ス ー パ ー カ ゲ ニ ン, Sūpā Kagenin ) se parece a su forma de Shadow-Con, pero con una cara más amable y un aspecto más robótico como se ve en obras de arte sin usar. Encontrado por un cobarde Miyamoto Musashi .
Órbita (コ メ ッ ト, Kometto )
Un Time Shifter tipo estrella que tiene el poder de animar. Orbit es el único Time Shifter perdido que no se encuentra en ningún período de tiempo cuando Flint, Dino y Mite se encontraron con ella mientras estaban en una misión para rescatar a Petra Fina de Dark Lord. Orbit-Con (ワ ル コ メ ッ ト, Waru Kometto ) tiene un fondo similar a un tanque con cañones que pueden atravesar paredes. Orbit-Master (ス ー パ ー コ メ ッ ト, Sūpā Kometto ) es una versión humanoide de sí misma que controla la luz.
Wolfen (ウ ル フ ェ ン, Wolfen )
Un Time Shifter tipo lobo que solo aparece en el manga promocional de los cómics de Bom Bom. Puede caminar sobre el aire y le gusta Getalong. Wolfen también usa un collar alrededor de su cuello a través del cual el Viejo Contador puede contactarlo. Wolfen-Con es un lobo demonio que dispara una ráfaga de tornado desde su boca. Wolfen-Master es un espadachín hombre lobo que es rápido y rápido donde también puede usar su espada como un búmeran.
Haniwani (は に ワ ニ)
Un Time Shfiter parecido a un cocodrilo que apareció en los Bros.Cómics originales en el volumen 1. Puede comer cualquier cosa y fue el primer Time Shifter introducido en la serie. Haniwani a menudo se representa masticando cosas, incluso ropa y personas.
Hanasaka (ハ ナ サ カ)
Un Time Shifter que apareció por primera vez en el manga original en el volumen 1. Hanasaka tiene la apariencia de un tronco de árbol muerto. Sus poderes son idénticos a los de Leafy.
Funga (フ ン ガ ー)
Un Time Shifter que apareció por primera vez en el manga original en el volumen 2. Su apariencia es la de una criatura gigante de piedra parecida a un diablillo que lleva una gran bandeja en la cabeza.
Dollymon (ド リ ー モ ン, Dorimon )
Apareció en el cine Sanrio Puroland "Dream Time Machine" (夢 の タ イ ム マ シ ン) como un especial exclusivo solo para el parque temático.

## Openings y Endings

### Opening
1. Power Nakimochi (パワーなきもち, Pawā nakimochi, The Power of Feelings)

### Endings
1. Moshimo... (もしも…, If...) (1-14)
2. Kirakira (きらきら, Glitter) (15-26)
3. Boku no Shirushi (僕のシルシ, My Sign) (27-38)
4. (時空の彼方へ, Beyond the Time and Space) (39)

## Episodios
El anime se estrenó en Japón por TV Tokyo el 1 de octubre de 1998 y finalizó el 24 de junio de 1999, con un total de 39 episodios.

## Adaptaciones

### Adaptación al inglés
Saban Entertainment obtuvo la licencia e hizo la adaptación en inglés de Flint, que es muy diferente de la versión japonesa original.
Toda la partitura musical japonesa original se reemplaza por una nueva banda sonora de fabricación estadounidense; también se cambian todos los efectos de sonido. La serie se americanizó, con los nombres de los personajes y algunos lugares alterados, Flint explica en el episodio 6 que provienen de los EE. UU. En lugar de Japón. Muchos personajes, como Pterry, cambiaron de género. Se cortaron partes de cada episodio y se agregaron algunas escenas de relleno. Las ediciones artísticas fueron solo menores, y el laboratorio del Dr. Bernard Goodman recibió uno de los pocos cambios notables.

### Doblaje al español
La serie fue doblada al español para toda Hispanoamérica en México, en el estudio de doblaje mexicano Audiomaster 3000, dirigido por
Gonzalo Curiel, pero este estudio dobló la versión echa por Saban Entertainment, por lo tanto, este doblaje es muy fiel a la versión de Saban Entertainment, manteniendo los nombres de los personajes que reciben en la versión en inglés y manteniendo los efectos de sonidos de la versión en inglés, también hay otro doblaje para España, pero se desconoce el nombre del estudio que dobló la serie en España, pero al igual que el doblaje mexicano, también se dobló la versión echa por Saban Entertainment para España. 

## Manga

### Bros. Comics
El manga original fue lanzado en el transcurso de 3 volúmenes. Presenta muchos prototipos de ideas y conceptos que nunca aparecieron en el anime.

### Cómics de Bom Bom
Se produjo un manga de 6 capítulos como promoción del anime. Presenta un enfoque ligeramente diferente de la historia.
- Capítulo 1: Old Timer es atacado por Petra bajo el mando del Señor Oscuro. Ella es atacada por Wolfen que se ha transformado en su forma maestra. Mientras ataca, Petra lo estampa, lo que cancela su forma maestra y lo transforma en su forma kon. Más tarde, debido a la interferencia de Flint, Wolfen-kon ataca a Flint. Petra es golpeada por Flint y, a su vez, lo fosiliza a él, a su padre y a Getalong. Petra deja caer la pistola fósil en el proceso.
- Capítulo 2: En la caída del ataque, aparece Bubblegun. Flint lo rescata después de derrotar a su forma kon.
- Capítulo 3: Este capítulo presenta a Flint rescatando a Jitterbug.
- Capítulo 4: Talen es el centro de atención cuando Petra comienza a reescribir las historias de Hans Christian Andersen .
- Capítulo 5: Tiempo El detective Merlock se encuentra con Coconuat que aterriza en un barco. Cuando aparece Flint, Merlock rechaza cualquier intento que Flint haga de hacerse amigo de él debido a la forma en que los humanos procesan a los vampiros, lo que hace que Flint se sienta mal por Merlock. Petra estampa a Coconuat que se transforma en forma Coconuat. Durante el ataque de Coconuat-kon, Merlock es noqueado. El capítulo termina con la derrota de Coconuat y Merlock tomando nota de sus nuevos amigos.
- Capítulo 6: Batterball es el tema central del capítulo. El capítulo termina con las páginas finales sobre el próximo anime. Los personajes se muestran sosteniendo guiones.

Aperturas y finales.

## Seiyu y Doblaje

### Japón
- Yukiji - Genshi-kun
- Nana Mizuki - Sora Yamato
- Chiaki Morita - Tokio Yamato
- Chinami Nishimura - Puu-chan
- Katsumi Suzuki - Time-G
- Kappei Yamaguchi - Kyoichiro Narugami
- Yumi Touma - T.P. Lady/Akira Aino
- Toshiyuki Morikawa - Masked Man/Dark Lord

### España
- Chelo Vivares - Flint Martillo
- Sandra Jara - Sara Goodman
- Adolfo Moreno - Tony Goodman
- Juan Logar Jr. - Dr. Goodman
- Carlos Ysbert - Rocky Martillo
- Luz Olier - Petrafina
- Valle Acebrón - Mindy

### México
- Laura Torres - Flint
- Isabel Romo - Sarah
- Moisés Iván Mora - Tony
- Gabriel Gama - Dr. Bernie Goodman
- Mónica Manjarrez - Petrafina/Maestra Losé
- Carlos del Campo - Dimon (Dino)
- Carlos Hugo Hidalgo - Mite (Ranòn)
- Alejandro Villeli - Sr. Oscuro
- Gerardo Vázquez - Getalong
- Diana Pérez - Reina Inika

- Datos: Q700408